# Katarzyna Leszczyńska-Kaszuba
Katarzyna Leszczyńska-Kaszuba (ur. 1975) – polska artystka fotograf, artystka wizualna, grafik, ceramik, garncarz – uhonorowana tytułem Artiste FIAP (AFIAP). Członkini i Artystka Fotoklubu Rzeczypospolitej Polskiej Stowarzyszenia Twórców (AFRP). Członkini Okręgu Śląskiego Związku Polskich Artystów Fotografików. Członkini Związku Ceramików Polskich. Kurator Galerii Fotografii Interferencje.

## Życiorys
Katarzyna Leszczyńska-Kaszuba związana z małopolskim środowiskiem fotograficznym – mieszka i tworzy w Olkuszu. Jest absolwentką Akademii Humanistyczno-Ekonomicznej w Łodzi (dyplom w pracowni fotografii dr Bartłomieja Jarmolińskiego na wydziale artystycznym). Miejsce szczególne w jej twórczości zajmuje fotografia kreacyjna. 
Prowadzi pracownię artystyczną (ceramika, fotografia, rzeźba, sztuki wizualne) w Miejskim Ośrodku Kultury w Olkuszu. Jest autorką i współautorką wielu wystaw fotograficznych – indywidualnych i zbiorowych, pokonkursowych. Bierze aktywny udział w Międzynarodowych Salonach Fotograficznych, organizowanych (między innymi) pod patronatem FIAP, zdobywając wiele akceptacji, nagród, wyróżnień, dyplomów, listów gratulacyjnych. 
W 2020 oraz 2022 została stypendystką Ministerstwa Nauki i Szkolnictwa Wyższego. 2021 roku została przyjęta w poczet członków Fotoklubu Rzeczypospolitej Polskiej Stowarzyszenia Twórców (legitymacja nr 471). Pokłosiem udziału w Międzynarodowych Salonach Fotograficznych (pod patronatem FIAP) było przyznanie jej w 2022, tytułu honorowego Artiste FIAP (AFIAP) – przez Międzynarodową Federację Sztuki Fotograficznej FIAP, z siedzibą w Luksemburgu. W 2024 została uhonorowana Olkuską Nagrodą Artystyczną w kategorii animator kultury. W 2024 została przyjęta w poczet członków rzeczywistych Okręgu Śląskiego Związku Polskich Artystów Fotografików.

## Odznaczenia
- Złoty Medal „Za Fotograficzną Twórczość” (2024)[17]

## Wystawy indywidualne
- Oblicza Ceramiki – MOK Olkusz 2019
- Botanica – MOK Olkusz 2020
- Botanica – Biblioteka Pedagogiczna w Krakowie, oddział Olkusz 2020
- Alchemia Błota – Centrum Kultury, MOK Olkusz 2020
- Droga – Galeria Kontakt, Łódź 2020
- Sensorium – Galeria Fotografii Interferencje, Olkusz 2021
- Faktury Wrażeń – Galeria Fotografii Interferencje, Olkusz 2021
- Sensorium 2 – Sądeckie Dni fotografii, Nowy Sącz 2022[1]
- Methamophosis – Galeria Kontakt, Łódź 2022
- Synthesis – Winnica Zbrodzice, Busko Zdrój 2022
- Sensorium 2 – Galeria Fotografii Interferencje, Olkusz 2022[2]
- Faktury Wrażeń 2 – CIT, Nowy Sącz 2022
- Introspekcja – GSW BWA Olkusz 2023[13][18]
- Gdzie brak światła zastanego… – Galeria mgFoto Miejska Biblioteka Publiczna, Myślenice 2023[19]
- Biofilia – Jasielski Dom Kultury 2023[20]
- Złożoność bytu – Muzeum Regionalne w Brzezinach 2024[21]

Źródło